# Lystfiskeri
Lystfiskeri (eller sportsfiskeri) er ikke-erhvervsmæssigt fiskeri, der har et rekreativt formål og typisk bliver udført med stang, hjul og line. I nogle tilfælde bliver fangne fisk genudsat, eventuelt efter fotografering, vejning eller almindelig beundring.

## Lystfiskeri i Danmark
I Danmark kræver lystfiskeri i offentlige vande et statsligt fisketegn, og for at fiske i visse lokale vande kræves desuden et lokalt fiskekort. Lystfiskere skal desuden overholde gældende regler for mindstemål og fredning, der er til for at sikre arternes reproduktion.

## Former
- Medefiskeri
- Spinnefiskeri
- Trollingfiskeri
- Fluefiskeri
- Undervandsfiskeri